# Maurandya scandens
Maurandya scandens là một loài thực vật có hoa trong họ Mã đề. Loài này được Antonio José Cavanilles mô tả khoa học đầu tiên năm 1793 dưới danh pháp Usteria scandens. Năm 1806 Christiaan Hendrik Persoon chuyển nó sang chi Maurandya.

## Phân bố
Loài này là bản địa El Salvador, Guatemala, Honduras và Mexico; nhưng hiện nay đã du nhập vào Bermuda, Bolivia, quần đảo Canary, Ecuador, Madeira, Saint Helena, Venezuela.

## Hình ảnh

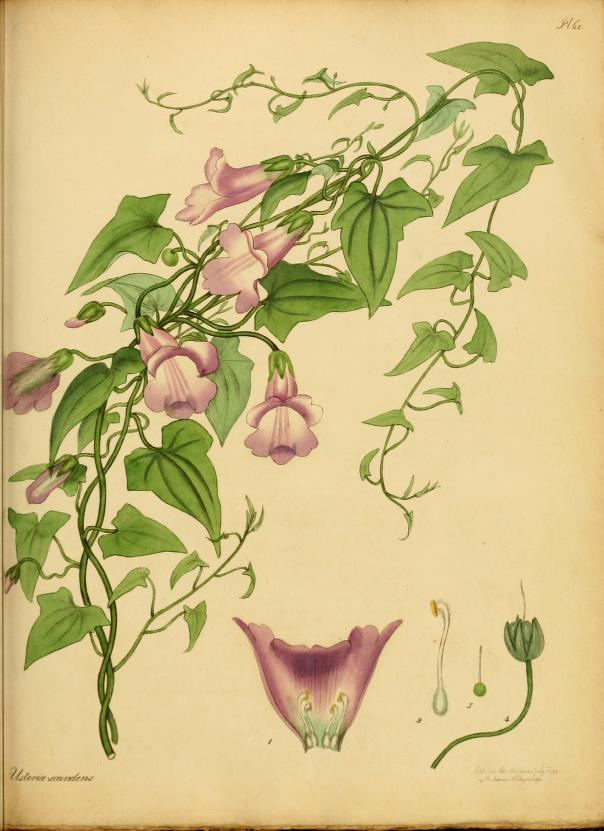
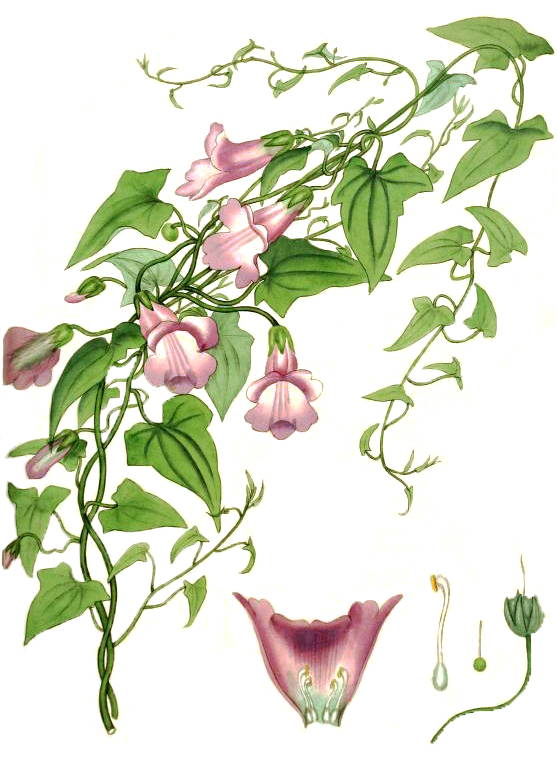